# Rui Lavarinhas
Rui Agosthino Do Couto Lavarinhas est un coureur cycliste portugais né le 9 janvier 1971 à Viana do Castelo. Il a notamment été champion du Portugal sur route en 2002. Il est professionnel depuis 1996, année pendant laquelle il commença sa carrière au sein de la formation portugaise Troiamarisco. En 2003, il fait l'objet d'un contrôle antidopage positif lors de Paris-Nice, comme son coéquipier David Bernabéu, ce qui lui vaut d'être suspendu 6 mois, entre août 2003 et mai 2004.

## Palmarès
- 1998
  -  Champion du Portugal du contre-la-montre par équipes
  - Grand Prix Gondomar
- 1999
  - Grand Prix Abimota :
    - Classement général
    - 1re étape

  - Grand Prix Gondomar
  - Tour du Venezuela :
    - Classement général
    - 3e et 8ea (contre-la-montre) étapes
- 2001
  - 2e de la Clássica da Primavera
- 2002
  -  Champion du Portugal sur route
  - Grande Prémio Mosqueteiros - Rota do Marques
    - Classement général
    - 3e étape
- 2003
  - 3e du Tour du Portugal
- 2005
  - 4e étape du Tour du Portugal

## Résultats sur le Tour d'Espagne
2 participations
- 2001 : 27e
- 2002 : 32e

## Classements mondiaux
| Année           | 2005 |
| --------------- | ---- |
| UCI Europe Tour | 475e |